# Glarnske Alpe
Glarnske Alpe (nemško Glarner Alpen) so gorovje v osrednji Švici. Na zahodu mejijo na Urijske Alpe in Schwyz Alpe, na jugu Adulske Alpe, na severovzhodu Appenzellske Alpe. Vzhodni del Glarnskih Alp vsebuje tektonski nariv Sardona (nemško Glarner Überschiebung), ki je bil razglašen za geološko območje Unescove svetovne dediščine (Swiss Tectonic Arena Sardona).
Glarnske Alpe segajo daleč preko kantona Glarus, vključno z deli kantonov Uri, Graubünden in St. Gallen. Nasprotno pa niso vse gore v kantonu Glarus del Glarnskih Alp, pri čemer se gore na severu Urner Boden in zahodno od doline reke Linth štejejo za del Schwyz Alpe.

## Geografija
Glavno verigo Glarnskih Alp lahko razdelimo na šest manjših skupin, ločenih med seboj s prelazi, najnižji od njih pa presega 2285 m. Najzahodnejši med njimi je Crispalt, razgibano območje s številnimi vrhovi skoraj enake višine. Najvišja med njimi sta Piz Giuv (3096 m) in Piz Nair. Ime Crispalt je dobil južni, a sekundarni, vrh Piz Giuv, ki meri 3070 m. Zahodno od glavne skupine je Rienzenstock, medtem ko severni izdanek doseže vrhunec v Bristenu. Vzhodno od Crispalta prelaz Chrüzli ločuje od precej večje mase Oberalpstocka (3328 m).
Tu pride do delnega preloma kontinuitete verige. Greben zasneženega pasu, ki povezuje Oberalpstock s Tödijem, nikjer ne pade na 2745 m, ampak zavije konveksno proti severu in tvori polkrožno vdolbino, katere številni hudourniki se vsi izlivajo v Ren skozi Val Russein pod krajem Disentis (ali Mustér). Nad tem delom verige vodita dva ledeniška prehoda - eden proti zahodu, čez Brunnigletscher do Maderanertala; drugi proti severovzhodu, čez peščeni ledenik, do Linthala.
Tödi, najvišji v verigi in severovzhodni Švici (3614 m), je obdan s številnimi sekundarni vrhovi, ki izvirajo iz obsežnih snežnih polj, ki obkrožajo osrednjo goro. Precej izstopajoče, katerega glavna vrhova sta Schärhorn in Gross Windgällen, ki pripadata kantonu Uri, je s Tödijem povezano območje Clariden Grat, severno od ledenika Hüfi. Manj pomembna veja zapira ledenik Biferten in se konča v Selbsanftu, južno od Tierfehda. Proti dolini Vorderrhein se visoko razteza rt skoraj južno od osrednjih vrhov Tödija in ga krona vrh Piz Posta Biala. Druga precejšnja razvejanost iste mase se konča dlje proti vzhodu na vrhu Cavistrau.
Prelaz Kisten ločuje skupino Tödi od Hausstocka, katerega vrh doseže 3158 m; podružnica te zadnje skupine tvori območje Kärpf v kantonu Glarus. Hausstock je od prelaza Panixer (2410 m) odrezan od precej nižje, a bolj razširjene mase Voraba. Številni vrhovi, med katerimi sta najpomembnejša Vorab in Piz Grisch, se približujejo, vendar ne dosežejo 3050 m.
Vzhodno mejo slednje skupine zaznamuje prelaz Segnas - najbolj obiskan od tistih, ki povezujejo kanton Glarus z Vorderrheinom - onkraj katerega se razprostira široka gmota kamnin in ledenikov, ki je del Tektonskega nariva Glarus in doseže vrh s Piz Sardona. To maso razcepi globoka dolina - Calfeisental: en krak, ki doseže vrh na Pizolu (2844 m), se razteza proti vzhodu nad Pfäfers, drugi, vključno z najvišjim vrhom kantona St. Gallen, Ringelspitz (3247 m) , poteka proti vzhodu do nizkega prelaza Kunkels (1357 m), ki ločuje to območje od Calande. 

## Vrhovi

### Tritisočaki
V Glarnskih Alpah je 51 imenovanih tri tisočmetrskih vrhov. To so po višini nadmorske višine:
| - 1. Tödi (Piz Russein), 3614m - 2. Tödi (Glarner Tödi), 3586m - 3. Piz Dado, 3432m - 4. Stoc Grond, 3422m - 5. Bifertenstock, 3421m - 6. Tödi (Sandgipfel), 3390m - 7. Piz Urlaun, 3359m - 8. Oberalpstock, 3328m - 9. Porphyr, 3327m - 10. Gross Schärhorn, 3294m - 11. Piz Frisal, 3291m - 12. Clariden, 3267m - 13. Gross Düssi, 3256m - 14. Cavistrau Grond, 3252m - 15. Ringelspitz (Piz Barghis), 3247m - 16. Chli Schärhorn, 3234m - 17. Cavistrau Pign, 3220m | - 18. Chammliberg, 3214m - 19. Piz Cambrialas, 3208m - 20. Gross Windgällen, 3187m - 21. Hausstock, 3158m - 22. Gross Ruchen, 3138m - 23. Glaserhorn, 3128m - 24. Bündner Tödi, 3124m - 25. Claridenhorn, 3119m - 26. Tristelhorn (Piz da Sterls), 3114m - 27. Ruchi, 3107m - 28. Panärahörner, 3106m - 29. Heimstock, 3102m - 30. Piz Tumpiv, 3101m - 31. Piz Segnas, 3099m - 32. Piz Giuv, 3096m - 33. Muttenstock, 3089m - 34. Chli Oberälpler, 3085m | - 35. Hinter Schiben, 3084m - 36. Rot Wichel, 3084m - 37. Crispalt, 3076m - 38. Chli Tödi, 3076m - 39. Piz Posta Biala, 3074m - 40. Bristen, 3072m - 41. Piz Cazarauls, 3063m - 42. Brichplanggen Stock, 3061m - 43. Piz Nair, 3059m - 44. Piz Sardona, 3056m - 45. Chli Ruchi, 3039m - 46. Hinter Selbsanft, 3029m - 47. Bündner Vorab, 3028m - 48. Trinser Horn (Piz Dolf), 3028m - 49. Piz Ault, 3027m - 50. Glarner Vorab, 3018m - 51. Witenalpstock, 3016m |

## Zavarovana območja

### Tektonski nariv Sardona
Tektonski nariv Sardona je bil leta 2009 dodan na Unescov seznam svetovne dediščine.

### Krajine državnega pomena
V skladu s 5. členom Zveznega zakona o ohranjanju narave in varstvu dediščine Švica vodi zvezni popis krajin in naravnih spomenikov državnega pomena.
Trenutno je v Glarnskih Alpah sedem teh krajin:
- Št. 1602, oznaka: Murgtal-Mürtschental, leto vključitve v popis: 1977, velikost: 4210 hektarjev, opis: čudovita dolina, za katero sta značilni dve jezeri, ki ni prizadeta zaradi posegov. Geološko in morfološko bogato strukturirana. Zlasti izjemna flora zaradi spreminjajoče se podlage kamnin. Na visokih območjih sestoji švicarskega skalnega bora v povezavi z gorskimi borovci in grmi alpskih rastlin.
- Št. 1603, oznaka: Maderanertal-Fellital, leto vključitve v popis: 1977, velikost: 16.176 hektarjev, opis: Čudovite visokoalpske doline v Aarmasivu, ki jih tehnologija skoraj ni spremenila in njegov sedimentni plašč. Bogat z minerali. Naravno tekoči močni potoki. Raznolika flora zaradi izmenjave primarne kamnine in apnenca. Švicarski borov gozd na Felligratu je izjemen za osrednjo Švico. Bogastvo divjine.
- št. 1610, ime: Scheidnössli pri Erstfeldu, leto vključitve v popis: 1983, velikost: 5 hektarjev
- št. 1611, opis: Lochseite pri Schwandnu, leto vključitve v popis: 1983, velikost: 1 hektar
- št. 1614, ime: Tamina soteska, leto vključitve v popis: 1996, velikost: 115 hektarjev
- št. 1615, ime: Melser Hinterberg-Flumser Kleinberg, leto vključitve v popis: 1996, velikost: 1551 hektarjev
- Št. 1902, oznaka: Ruinaulta, leto vključitve v popis: 1977, velikost: 2044 hektarjev, opis: Soteska Vorderrheins v ruševinah  Flimsovega plazu. Erozijske razpoke so visoke do 300 metrov. Večinoma neokrnjene brežine; Razen ozkotirne železniške proge je ne spremljajo nobene prometne poti. Erika-Föhren-Wald z zanimivo suho floro se razprostira na sončnih pobočjih. Na zasenčenih pobočjih pretežno gorski smrekov in jelov gozd s številnimi tisami.

## Turizem
Po slikoviti lepoti Glarnske Alpe skorajda niso slabše od bolj znanih Bernskih in Peninskih Alp. Prednost imajo tudi, da so razmeroma izvirne in so manj obiskane od teh. Tukaj je torej naslednje:

### Koče
- Claridenhütte
- Fridolinshütte
- Leglerhütte
- Martinsmadhütte, 1997 m
- Muttseehütte
- Pizolhütte
- Planurahütte
- Sardonahütte
- Calandahütte

### Pohodniške poti
Skozi Glarnske Alpe poteka tudi Via Alpina, čezmejna pohodniška pot na dolge razdalje s petimi delnimi kraki preko celotnih Alp.
Zelena pot Via Alpina poteka skozi Glarnske Alpe v štirih fazah, in sicer:
- Faza C3 poteka od Sargansa do Elma čez Foopass
- Faza C4 poteka od Elma do Linthala čez prelaz Richetli
- Oder C5 poteka od Linthala do Urnerbodna preko Braunwalda
- Oder C6 poteka od Urnerbodna do doline Altdorf im Reuss čez prelaz Klausen

Skozi Glarnske Alpe poteka tudi Via Alpina (Švica) ali Alpenpassroute, pohodniška pot od Sargansa do Montreuxa ob Ženevskem jezeru. Potek poti Via Alpine in Alpenpassroute je enak skozi Glarnske Alpe.
- 1. dan: od Sargansa do Weisstannena
- 2. dan: od Weisstannena do bresta čez Foopass
- 3. dan: od Elma do Linthala čez prelaz Richetli
- 4. dan: od Linthala do Urnerbodna preko Braunwalda
- 5. dan: od Urnerbodna do Altdorfa čez prelaz Klausen